# 俊倩
俊倩（英文：Zen，1993年7月30日—），出生於馬來西亞吉隆坡，是一名创作歌手和演員。畢業於马来西亚泰勒大学湖滨校区，双修大众传播學与广告學士學位。2013年即被媒体称为马来西亚“小白安”的Zen俊倩以歌手身份出道的首支單曲《了解我》正式推出，以当年一头红发的造型成功引起大家的瞩目。2014年，她凭首支单曲《了解我》在“馬來西亞NEWAY K歌榜頒獎典禮”荣获“NEWAY 10大热门本地K歌奖”，她也摘下“我最喜爱杰出新人奖”与“网络投票最佳人气奖”。2015年5月，她被邀请担任美国女歌手黛米洛瓦托（Demi Lovato）马来西亚演唱会的开场嘉宾，其歌唱星途备受看好。在出道这短短的两年内，Zen俊倩也交出不俗的成绩，包括入围了马来西亚乐坛代表性颁奖礼“娱协奖”最佳新人。
除了音乐发展，Zen俊倩也曾经主演微电影《也许，再见》，并于2018年担任马来西亚中文爱情音乐电影《这⼀刻，想见你》女主角。电影于2020年在马来西亚、中国、香港以及台湾各大小院线上映。电影的主题曲《思念你》也由Zen俊倩演唱。2019年，她开始迈入创作行例，首次與歌手好友兼著名製作人Hanz郭文翰一同包辦词曲创作《早一点知道》。2021年，再度创作《你会更好的》，在各大音乐平台上线。

## 简介

### 早年經歷
从小受英文教育的Zen俊倩和妈妈用英语交谈，和爸爸用华语交谈但并不认识中文字，直到在大学求学的时候才开始自修中文，学习认识与阅读中文字。Zen俊倩出生时，因心疾关系，曾被医生预言活不过9岁，然而她用音乐来疗愈身心，安然无恙的度过并为人生打开新篇章。自小对音乐兴致索然的她却因为独特的嗓音受到老师的关注，7岁那年加入国家合唱团National Choir Malaysia，累积了许多演出经验，也开始了她对表演的热忱。

### 事業發展
2011年，她被推荐到中国东协礼仪大使大赛去参赛，而且赢得马来西亚区的冠军，更在中国区域赢得季军。2013年，她被唱片公司相中成为签约歌手，以首支单曲《了解我》正式出道。在出道期间，她的歌手旅程还不算走的很顺利，她曾被网络霸凌过，只要她的社交平台有新动向，网友就会出动来攻击她。幸好信仰带领她走出低潮，并透过音乐来自我勉励，用正能量击退坏情绪。
2014年，Zen俊倩凭《了解我》一举摘下“NEWAY 10大热门本地K歌奖”，“我最喜爱杰出新人奖”与“网络投票最佳人气奖”三个奖项，吐气扬眉。2015年5月，她被美国女歌手黛米洛瓦托（Demi Lovato）相中，担任马来西亚演唱会的开场嘉宾。同年，入围了马来西亚“2015娱协奖”最佳新人。
2016年，她与本地歌手郭晓东合唱“You Were There”荣获“NEWAY 10大热门MV奖”。同年，Zen俊倩主演新晋导演杨秉松执导微电影《也许，再见》，并于2018年担任马来西亚中文爱情音乐电影《这⼀刻，想见你》女主角。电影的主题曲《思念你》也由Zen俊倩演唱。
2019年，她开始迈入创作行例，首次與歌手好友兼著名製作人Hanz郭文翰一同包辦词曲创作《早一点知道》。这首歌的出现也因已故好友艺人江倩龄车祸出事后所创作的，并借歌寄意，缅怀故友亦鼓励自己勇敢前行。
2021年，再度创作《你会更好的》，于6月28日在各大音乐平台正式上线。
2024年出道满十年之际，发行由苏俊沅老师创作的《静静》，希望提醒听者“明天不可怕，可怕的是你还没从昨天走出来。”
2025年，时隔半年发行陪伴系折梦单曲《折飞机的人》。

## 音樂作品

### 單曲/EP專輯
- 【了解我】單曲

发行日期：2013年9月16日
- 【Love Story】EP專輯 - 【爱的感觉】主打歌

发行日期：2016年5月20日
- 【Love Story】EP專輯 - 【You Were There】

发行日期：2016年5月20日
- 【早一点知道】單曲

发行日期：2019年9月23日
- 【思念你】电影主题曲

发行日期：2020年4月3日
- 【你会更好的】單曲

发行日期：2021年6月28日
- 【静静】单曲

发行日期：2024年5月24日
- 【折飞机的人】单曲

发行日期：2025年2月21日

## 影視作品

### 電影
| 上映年份 | 片名           | 角色   | 导演   | 合作演员                         | 備註   |
| 2016     | 也许，再见     | 叉烧妹 | 杨秉松 | 李承运                           | 微电影 |
| 2020     | 這一刻，想見你 | 怪獸   | 陈立谦 | 善存、原騰、車志立、徐凱、黃一飛 |        |

## 主要獎項

### 音樂類
| 年份 | 授獎名稱            | 獎項                    | 作品名稱 | 結果 |
| 2014 | NEWAY K歌榜頒獎典禮 | NEWAY 10大热门本地K歌奖 | 了解我   | 獲獎 |
| 2014 | NEWAY K歌榜頒獎典禮 | 我最喜爱杰出新人奖      |          | 獲獎 |
| 2014 | NEWAY K歌榜頒獎典禮 | 网络投票最佳人气奖      |          | 獲獎 |
| 2015 | 马来西亚娱协奖      | 最佳新人                |          | 提名 |

## 外部連結
- Zen俊倩的Facebook專頁
- Zen俊倩的Instagram帳戶
- Zen俊倩的youtube專頁 （页面存档备份，存于）
- 【艺人疫句】Zen 俊倩 静心思考人生的好时机 |Nexttrend （页面存档备份，存于）
- Zen俊倩全新创作《你会更好的》用歌声让你听见故事！|Woah （页面存档备份，存于）
- Zen俊倩高分大学毕业首办巡回音乐会拼事业 |Newskaki.com （页面存档备份，存于）